# イシスネフェルト2世
イシスネフェルト2世（Isetneferet, 意味:「美しきイシス」）とは、ファラオ、メルエンプタハの偉大なる王の妻の一人。

## 出自
彼女の出自について現在2つの説が有力である。
- 彼女はラムセス2世の娘であった第六王女であり、恐らく母親も正妻であったイシスネフェルト1世であったという説。
- 彼女の称号には「王の娘」と名乗っているものがないのでカエムワセトの娘であるという説。

である。前の説ならば彼女は兄弟と結婚したことになり、後の説ならば彼女は叔父と結婚したことになる。
イシスネフェルトは父または祖父であるラムセス2世の治世中に生まれ、彼女がラムセス2世の娘なら首都であるペル・ラムセスで、カエムワセトの娘ならばメンフィスで育ったと考えられている。

## 家族
彼女は恐らくラムセス2世の治世下でメルエンプタハと結婚し数名の子供を産んでいたとされている。
- のちにセティ2世として王位に就くセティ・メルエンプタハ[1]
- 将軍職についたメルエンプタハ[1]
- カルナック神殿に描かれた王子カエムワセト[1]
- ライデンの船のログに記載されている王女イシスネフェルト[1]

## 称号
王妃イシスネフェルト2世の称号には、二つの地の淑女(nb.t-tA.wy)、偉大なる王の妻(Hm.t-nswt-wr.t)、上下エジプトの女主人(Hnwt-Shmw -mhw)、王の妻(Hm.t-nswt)などがある。